# Ділан Московіч
Ділан Московіч (англ. Dylan Moscovitch; нар. 23 вересня 1984 в Торонто, Онтаріо, Канада) — канадський фігурист, що виступає в парному катанні. У парі з Кірстен Мур-Тауерс, він — чемпіон Канади 2011, срібний призер Олімпійських ігор 2014 року у командних змаганнях.
Станом на лютий 2014 пара займає 3-є місце в рейтингу ISU.

## Спортивна кар'єра

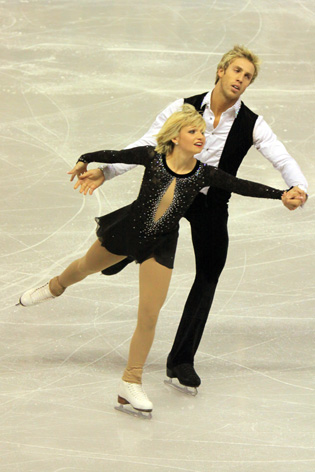
К. Мур-Тауерс і Д. Московіч на Skate Canada 2009

Спочатку Ділан виступав у одиночному катанні. на чемпіонаті Канади серед юніорів 2004 він став срібним призером. У 2005 році вже серед дорослих посів лише 14-е місце та вирішив перейти в парне катання. Пару фігуристові склала його молодша сестра Кіра Московіч, з якою він 2006 року став чемпіоном Канади серед юніорів. По закінченню сезону 2007 — 2008 пара розпалася.
У лютому 2009 року Д. Московіч став у пару з К. Мур-Тауерс. Перший спільний сезон успіху спортсменам не приніс: на домашньому етапі серії Гран-прі Skate Canada International 2009 вони стали лише 6-ми, на чемпіонаті країни зайняли 5-е місце, що не дозволило їм увійти до складу збірної на Олімпійські ігри та чемпіонат світу.
Сезон 2010 — 2011 пара почала успішно, Кірстен та Ділан двічі ставали срібними призерами етапів серії Гран-прі Skate America та Skate Canada International, що дозволило їм вперше в кар'єрі увійти до складу учасників фіналу Гран-прі, де вони посіли останнє 6-е місце. На чемпіонаті Канади у відсутності пропускають сезон через травму лідерів канадської збірної останніх років Джесіки Дюбе та Брайса Девісона зайняли 1-е місце та увійшли до складу збірної на чемпіонат чотирьох континентів та чемпіонат світу, де посіли 5-е і 8-е місце відповідно.

## Програми

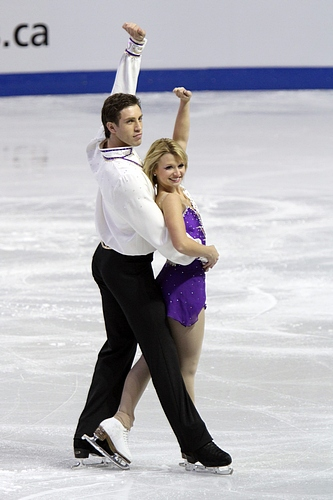
C К. Мур-Тауерс на Skate Canada 2010

(з К. Мур-Тауерс) 
| Сезон       | Коротка програма                                                     | Довільна програма                                                               | Показові виступи                                                             |
| ----------- | -------------------------------------------------------------------- | ------------------------------------------------------------------------------- | ---------------------------------------------------------------------------- |
| 2013 — 2014 | Motley Crue з саундтрека до фільму «Мікмакс» Рафаель Бо Макс Стайнер | Fellini Medley Ніно Рота                                                        |                                                                              |
| 2012 — 2013 | Motley Crue з саундтрека до фільму «Мікмакс» Рафаель Бо Макс Стайнер | Queen Medley                                                                    |                                                                              |
| 2011 — 2012 | Саундтрек до фільму «Борсаліно» Клод Боллінг                         | Саундтрек до фільму «Генріх V» Патрік Дойл                                      | «Dreaming with a Broken Heart» Джон Меєр                                     |
| 2010 — 2011 | «Zorba's Dance» з фільму «Грек Зорба» Микис Теодоракіс               | «Знедолені» Клод Мішель Шонберг                                                 | «Something» Джим Стерджесс Саундтрек до фільму «Доможися успіху» Крістоф Бек |
| 2009 — 2010 | Саундтрек до фільму «Бразилія» Майкл Кеймен                          | «Romanza» Андреа Бочеллі, «Malagueña» Ернесто Лекуони, «Leyenda» Ісаак Альбеніс | «Something» Джим Стерджес                                                    |

## Результати виступів
(з К. Мур-Тауерс) 
| Змагання                                  | 2009 — 2010 | 2010 — 2011 | 2011 — 2012 | 2012 — 2013 | 2013 — 2014 |
| ----------------------------------------- | ----------- | ----------- | ----------- | ----------- | ----------- |
| Зимові Олімпійські ігри особисті змагання |             |             |             |             | 5           |
| Зимові Олімпійські ігри командні змагання |             |             |             |             | 2           |
| Чемпіонат світу                           |             | 8           |             | 4           |             |
| Чемпіонат чотирьох континентів            | 9           | 5           |             | 2           |             |
| Чемпіонат Канади                          | 5           | 1           | 4           | 2           |             |
| Фінали Гран-при                           |             | 6           |             | 5           |             |
| Rostelecom Cup                            |             |             |             |             | 3           |
| NHK Trophy                                |             |             |             | 2           |             |
| Cup of China                              |             |             | 3           | 4           |             |
| Skate America                             |             | 2           | 3           |             | 2           |
| Skate Canada                              | 6           | 2           |             |             |             |
| U.S. Senior International                 |             |             |             | 1           | 1           |

 (з К. Московіч) 
| Змагання         | 2005 — 2006 | 2006 — 2007 | 2007 — 2008 |
| ---------------- | ----------- | ----------- | ----------- |
| Чемпіонат Канади | 1 J.        | 7           | 4           |

- J = юніорський рівень

## посилання
- К. Мур-Тауерс/Д. Московіч на сайті Міжнародного союзу ковзанярів
- К. Мур-Тауерс/Д. Московіч [Архівовано 13 лютого 2014 у Wayback Machine.] на Skate Canada
- Офіційний сайт пари [Архівовано 22 лютого 2014 у Wayback Machine.]